# آلبرت پیرسون
آلبرت پیرسون (انگلیسی: Albert Pearson; ۲ سپتامبر ۱۸۹۲ – ۲۴ ژانویهٔ ۱۹۷۵) بازیکن فوتبال اهل بریتانیا بود.
از باشگاه‌هایی که در آن بازی کرده‌است می‌توان به باشگاه فوتبال پورت ویل، باشگاه فوتبال لیورپول، باشگاه فوتبال پورت ویل، باشگاه فوتبال روچدیل، و باشگاه فوتبال استوک‌پورت کانتی اشاره کرد.